# 劉巍 (中國律師)
劉巍，中华人民共和国北京維權律师，律師執照被當局吊銷後，擔任公民代理。2005年開始執業，2008年以後在網絡上公開簽名為西藏民眾提供法律服務、參與愛滋病維權訴訟、法輪功案件。

## 為法輪功辯護，遭吊銷執照
2009年5月年檢時遭當局取消律師執照，2010年遭當局吊銷。劉巍表示，2009年4月27日四川省瀘州市中級人民法院，與唐吉田律師為法輪功學員刑事辯護時，在宣讀辯護詞時遭法官打斷十數次，兩律師感到無法進行辯護、「拒绝配合未审先判的法庭演出」因此「退庭抗議」，北京市司法局卻以此「扰乱法庭秩序，干扰诉讼活动正常进行」為由指控、吊銷兩人律師牌照。

## 部分知名案件
- 2012年，廣西北海白虎頭村征地拆遷案
- 2009年，為四川法輪功學員楊明辯護案
- 2008年，北京維權律師倪玉蘭夫婦被控妨害公務案[3]
- 2008年，314拉薩事件後，為被捕的西藏人辯護

## 外部連結
- 中國維權律師資料庫_劉巍 （页面存档备份，存于）
- 劉巍WEIBO新浪微博
- 劉巍WEIBO騰訊微博 （页面存档备份，存于）